# 郝孝祖
郝孝祖，台灣電視劇製作人，曾任瑞豐傳播執行副總經理、寶萊利國際行銷製作人、民視節目部經理、民視節目部協理、史坦利國際傳媒總經理、龍圖國際傳媒董事兼製作人，連續40年致力於製作領域，期間從事電視產業各項實務工作，參與監督過40多部以上電視連續劇。現任TVBS副總經理。

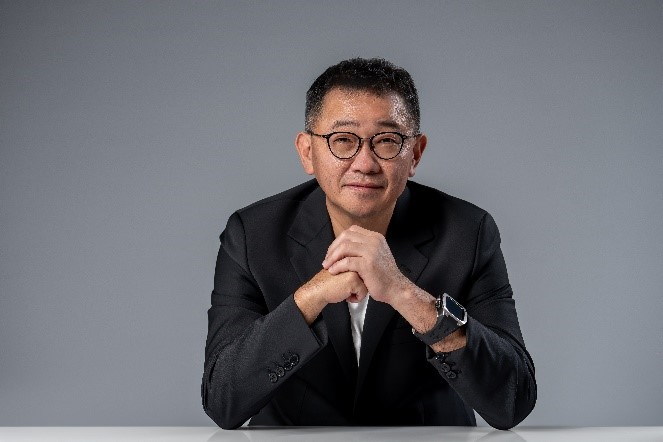
TVBS副總經理 郝孝祖

## 經歷/作品

### 戲劇類
【2018-2024於TVBS 帶領製作】
- 2024《有生之年》全台華語劇中稱霸六週，Netflix 國際串流平台上連續霸榜六週，成為今年最長 TOP1 的台劇。
- 2023《親愛壞蛋》 TVBS 首部原創影集，獲文化部影視及流行音樂產業局 108 年度電視節目製作 補助。
- 2022-2023《加油喜事》系列 最高收視達1.04，平均收視0.65在臺灣及香港、馬來西亞、新加坡、澳洲、菲律賓、澳門、印度尼西亞等多個 國家／地區播出。
- 2021-2023《機智校園生活》、《機智職場生活》與LINE TV 攜手合作打造數位版《機智校園生活》，提名第57屆金鐘「最具人 氣戲劇節目獎」。
- 2018-2021《女力報到》系列 為《女兵日記》續集，播出期間維持平均收視高達1.3佳績。
- 2018《女兵日記》 TVBS 第1部自製八點檔，獲第54屆金鐘「戲劇節目新進演員獎」24屆亞洲電視大獎「最佳編劇」、「最佳女主角」、「最佳女配角」、「最佳男配角」等多項獎項。 最高收視達2.39，平均收視1.60，收視排名平均為第3。

【2023—2024戲劇督導採購】
- 陸劇《三十而已》、港劇《新聞女王》及《家族榮耀》；《美食無間》、《第9節 課》、《味盡緣》、《做工的人》、《因為你如此耀眼》、《没有你依然燦爛》等多部 臺劇。

【2007—2017民視節目部協理】
監督製作《新兵日記》最高收視創新高13.88，更是收視排名第1名的好成績，同時 2011 年入圍金鐘導演獎及編劇獎、《風水世家》收視率最高達近8的收視，也是全台收視第1。
- 2016《阿不拉的三個女人》製作人 獲得新聞局補助300萬、文化部 102 年度高畫質電視節目補助3000萬新臺幣。 最高收視表現達2.01，平均收視1.34，收視排名為第2。 獲52屆金鐘「戲劇節目男配角獎-游安順」及22屆亞洲電視大獎「最佳女主角�劉香慈」提名

- 2012《風水世家》製作人 台灣第一部以風水為主題的電視劇 最高收視表現達7.57，平均收視5.66，收視排名為第1。

- 2011《新兵日記之特戰英雄》製作人 最高收視表現達7.63，平均收視5.18，收視排名為第1。
- 2011《廉政英雄》製作人 台灣法務部和電視台為慶祝百年特別籌拍，警惕世人「法網恢恢，疏而不漏」的觀念。
- 2011《新兵日記之特戰英雄》製作人 最高收視表現達7.63，平均收視5.18，收視排名為第1名。
- 2010《新兵日記》製作人 成為當年最熱門的討論焦點，更入圍 2010 年第46屆金鐘「戲劇節目編劇獎」、「戲劇節目導演獎」等提名。 最高收視表現達13.88，平均收視8.51，收視排名為第1。

【1993—2007台灣電視劇製作人】連續 15 年製作領域，期間從事電視產業各項實務工作，參與監督過40多部以上 電視連續劇
- 2007《我一定要成功》製作人，以彩妝界為背景的故事，平均收視達3.29，收視排名平均為3。

- 2006《神機妙算劉伯溫》製作人，當時收視率僅次於或甚至超越民視八點檔，平均收視達3.04，收視排名平均為3。 台視45週年台慶獲頒「當代叱吒風雲八點檔獎」。

- 2005中國電視台《楊門虎將》製作人

- 2004《情定愛情海》製作人，台灣首部赴希臘拍攝戲劇，趨近結局時華視官網每日有上萬則網友留言討論結局劇情。

- 2003《日正當中》製作人，描述台灣官商勾結、黑白掛勾的醜態，當今混亂的社會環境及黑白兩道企業的起 起落落，2004 年第39屆金鐘獲得「戲劇節目男主角獎-張晨光」。

- 2002中國電視台《新蜀山劍俠》製作人

- 2001《情義》製作人，首部以黑色豪門家族的恩怨情仇糾紛當故事主，2002 年第37屆金鐘獲得「剪輯獎」。
- 1999《老房有喜》製作人，是一部臺灣跟中國大陸合作拍攝的連續劇，台灣以《表妹吉祥》為名播出。

- 1993《包青天1993》總策劃，1993 年8月，無線電視購入香港播映權，在翡翠台創下高收視率，當年在中國 大陸、東南亞及南韓掀起了一陣「包青天熱潮」。 2010 年重播〈包青天（1993 年電視劇）〉平均收視達1.17。

### 綜藝類
【2018—2024綜藝節目總督導】
- 時尚美妝保養節目《女人我最大》及美食旅遊節目《食尚玩家》，亦在香港、馬來西亞、新加坡、澳洲、菲律賓、澳門、印度尼西亞等多個國家／地區播出。 擔任《女人我最大》總監製，連續 4 年金曲紅毯直播獲不錯的成績。
- 談話性綜藝節目《11點熱吵店》入圍第58屆金鐘「綜藝節目主持人獎」。
- 益智類綜藝節目《拜託ATM》，邀請綜藝天王-胡瓜、最紅的英文老師Sandra搭檔雙主持，邀請各界菁英來闖關奪獎金。
- 戀愛談話節目《小姐姐請回答》，由「戲劇女神」曾莞婷獨挑主持大樑，邀請各界漂亮小姐姐一起創造新流行話題。
- 光系列《光露營就很忙了》台灣電視史上第一檔戲劇延伸的實境節目，同時是 Netflix 首次購下台灣無腳 本全球版權的節目。
- 光系列《光開門就很忙了》打造寵物友善民宿實境節目，於節目中介紹台東景點，帶動當地觀光。
- 《來吧！營業中》台灣電視史上首創以餐廳經營為主題的實境綜藝節目，獲第58屆金鐘「益智 及實境節目獎」及提名「最具人氣綜藝節目獎」。
- 《來吧！營業中-星之沙龍》以美容沙龍店為主題的實境秀，提名第58屆金鐘「最具人氣綜藝節目獎」。

【網路節目及督導】《食尚玩家-呷 play》、《威廉沈歡樂送》
【總監督共同製作】《來吧！哪裡怕》、《主廚修練》、《少年願望事務所》、《未來少女》、《原子少年2》、《滾石摘星號》、《演員們的旅行》。

### 大型展演活動
2023年TVBS 新北歡樂耶誕城演唱會，監製
2024年TVBS 臺北最High新年城跨年晚會，監製
2022年—2024年台東跨年晚會／台南耶誕演唱會，總監製

## 事件
2007年9月20日，郝孝祖被揭發積欠台視《神機妙算劉伯溫》演員酬勞新台幣上千萬元，楊懷民被積欠酬勞的集數多達50集。同日，郝孝祖強調，他拍攝《神機妙算劉伯溫》是幫另一位製作人蔡英典「打工」；而前30集在中國大陸拍攝，台視給的製作費每集新台幣110萬元不夠支出；在中國大陸拍攝完畢時，劇組已經代墊新台幣上千萬元。郝孝祖說，蔡英典一直在積極解決此事，請大家給蔡英典一點時間。